# Ponte do Galeão
Die Ponte do Galeão steht in Rio de Janeiro in der Guanabara-Bucht und verbindet die Ilha do Governador (portugiesisch Gouverneursinsel) mit der Ilha do Fundão (Fundão-Insel), die dicht vor dem Festland liegt und mit diesem durch zahlreiche Brücken verbunden ist.
Sie war die erste und ist heute eine der vier Brücken, die vom Süden her zum Flughafen Rio de Janeiro-Antônio Carlos Jobim, offiziell  Aeroporto Internacional do Galeão no Rio de Janeiro, führen.
Vor ihrer Eröffnung im Januar 1949 war die Luftwaffenbasis Base Aérea do Galeão an der Praia do Galeão (Strand der Galeone) auf der Gouverneursinsel, neben der sich gerade der Aeroporto do Galeão entwickelte, nur mit Barkassen zu erreichen.
Sie war die erste Spannbetonbrücke Brasiliens.

## Beschreibung
Die ehemals sechs-, heute nur noch vierspurige Brücke führt die Av. Brg. Trompowski zum Flughafen.
Die Plattenbalkenbrücke ist 368,4 m lang und 20,6 m breit. Sie hat 15 Öffnungen mit Pfeilerachsabständen (von Nord nach Süd) von 4×19,4 + 28,3 + 37,2 + 43,4 + 37,2 + 28,3 + 6×19,4 m. Jedes Brückenfeld besteht aus 19 parallelen Spannbeton-Doppel-T-Trägern, die in Abstimmung mit der S.T.U.P. – Société Technique pour l’Utilisation de la Précontrainte außerhalb der Baustelle nach dem System Freyssinet im Spannbettverfahren vorgefertigt wurde. Sie wurden mit einer Betonplatte abgedeckt und mit einer Asphaltschicht vor der allgegenwärtigen Feuchtigkeit geschützt.
Der Unterbau besteht aus Jochen mit je 3 Pfählen.
Die Brücke hat die Zeitläufe offenbar ohne größere Schäden überstanden.